# 坎比拉
坎比拉是巴西巴拉那州的一个市镇。总面积162.635平方公里，总人口7106人，人口密度43.7人/平方公里。